# Girteka

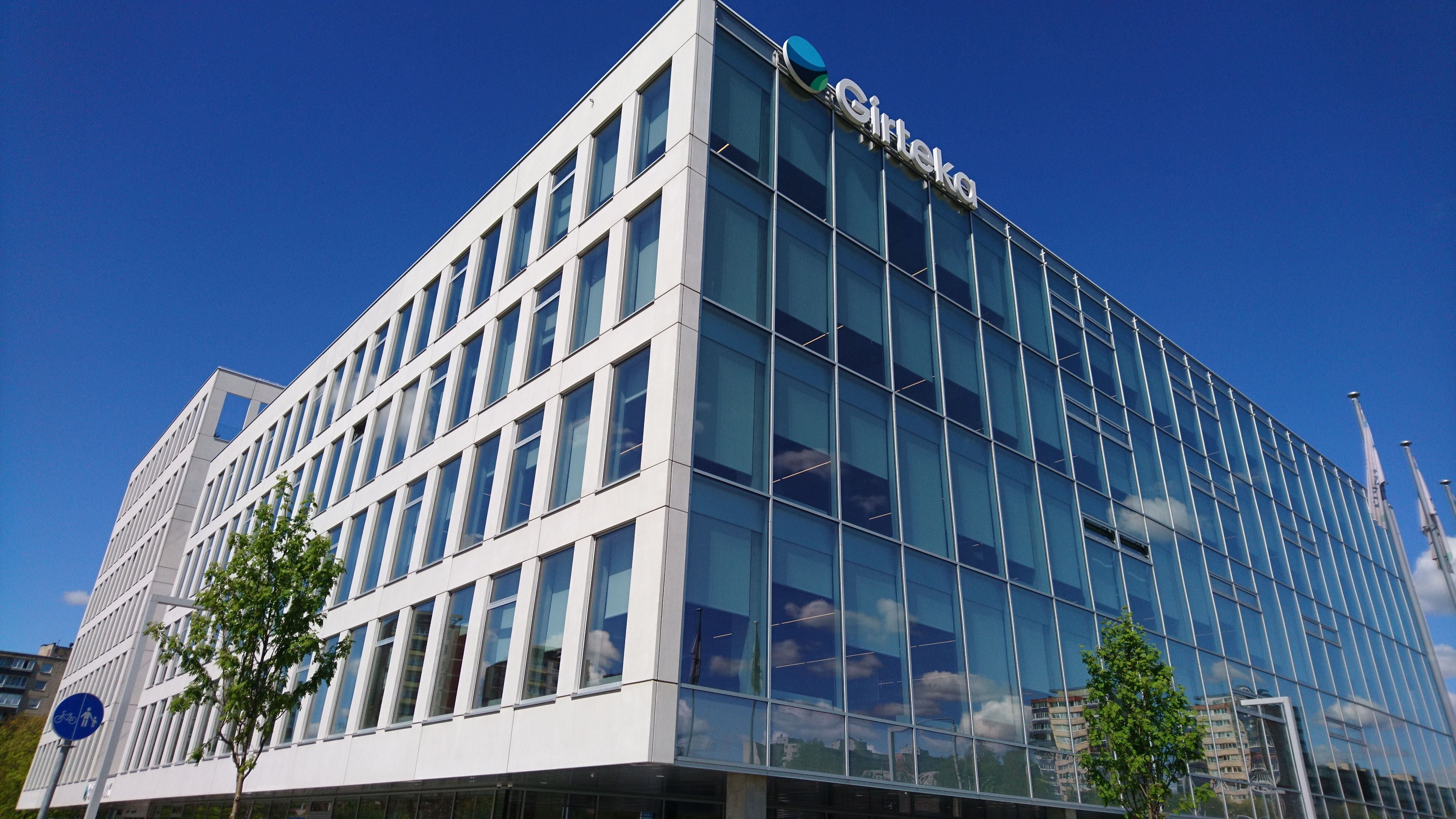
Bürogebäude in Karoliniškės

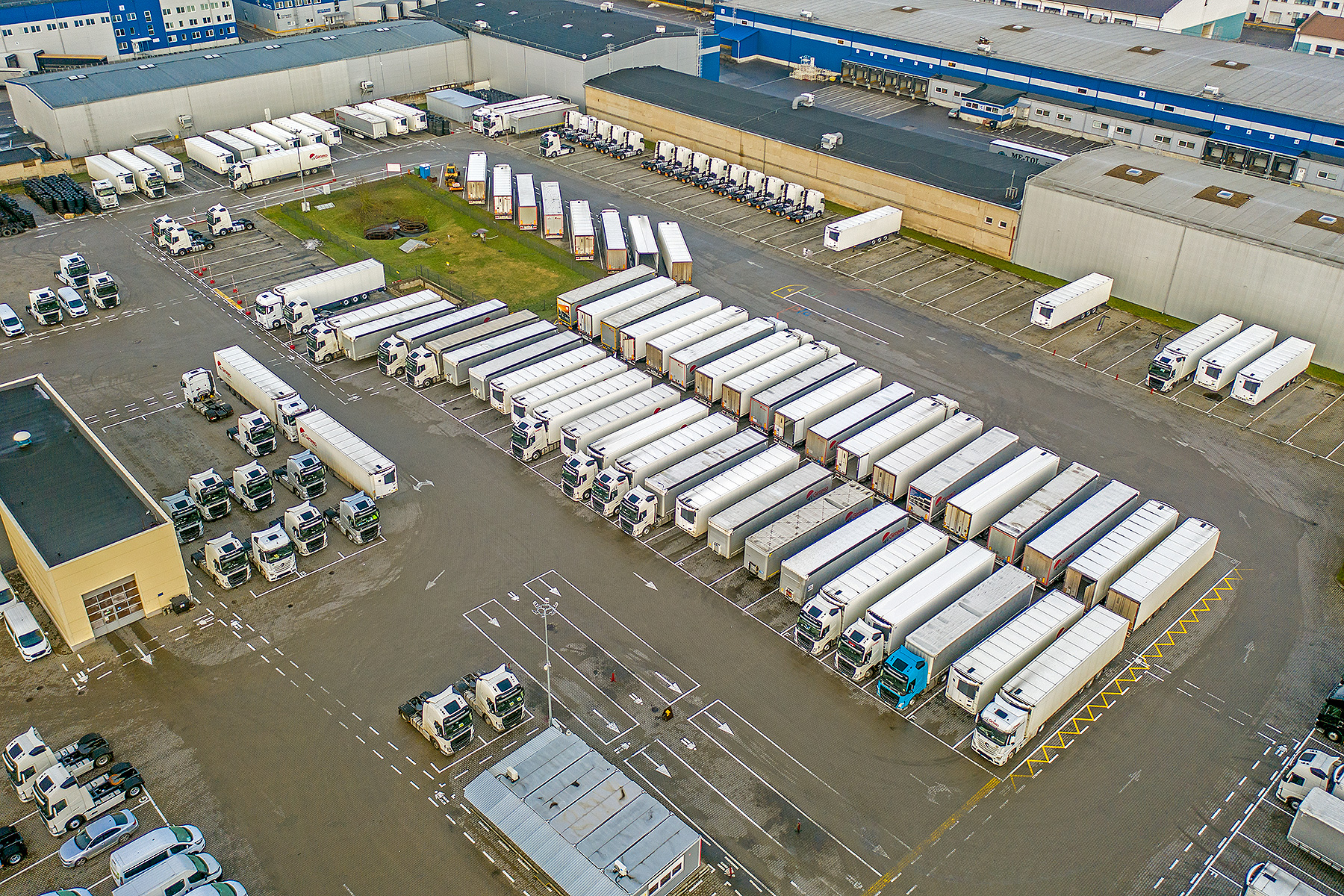
Betrieb in Vilnius

Girteka ist eine litauische Unternehmensgruppe mit Sitz in Vilnius. Sie ist auf Logistikdienstleistungen sowie den Güterkraftverkehr spezialisiert und wurde 1996 von Mindaugas Raila gegründet. Neben der Europäischen Union ist sie mit ihren Tochtergesellschaften vor allem im Baltikum, Russland und Belarus tätig. Von den mehr als 7.100 Beschäftigten sind etwa 90 Prozent Fahrer. Mit rund 6.000 Lkw hat die Girteka Group die größte europäische Lkw-Flotte in Privatbesitz.
In Spitzenzeiten liefern bis zu 200 teils firmeneigene Sattelzüge pro Tag Waren an. Die Fahrzeuge können an über 37 Rampen gleichzeitig be- und entladen werden. 2011 erzielte allein die Kerngesellschaft einen Umsatz von 485,78 Millionen Litas.

## Lager
Girteka betreibt in der Nähe von Vilnius ein Lager für Tiefkühl- und Trockenwaren. Hier sind mehr als 100 Mitarbeiter angestellt. Das Lager selbst besitzt etwa 30.000 Palettenstellplätze und ist in mehrere Bereiche unterteilt. Im Tiefkühlhaus können über 13.000 Paletten eingelagert werden. Das Kühllager weist Temperaturen zwischen 0 und 10 Grad Celsius auf. Hier werden auf insgesamt 7.000 Palettenplätzen Waren des täglichen Bedarfs gelagert. Im Trockenlager können etwa 10.000 Paletten eingelagert werden.